# Conrad Justus Bredenkamp
Conrad Justus Bredenkamp; auch Konrad Justus Bredenkamp (* 26. Juni 1847 in Basbeck bei Stade; † 25. März 1904 in Bremerhaven) war ein deutscher evangelischer Theologe und Hochschullehrer.

## Leben
Conrad Justus Bredenkamp war der Sohn des Pfarrers Gustav Bredenkamp (* 2. September 1811 in Bremen; † 22. Februar 1850 in Basbeck) und dessen Ehefrau Amalie Sophie Louise (* 20. April 1822 in Lilienthal; † 19. Februar 1898 in Dresden), einer Tochter von Christoph Ludwig von Hanfstengel (1790–1857), Pastor in Hechthausen, Lilienthal und Lesum. Seine Schwester war Margarete Henriette Bredenkamp (* 8. Januar 1846 in Basbeck; † unbekannt), verheiratet mit Cornelius Gustav Carl Christoph von Hanfstengel (1844–1931), Superintendent in Osten (Oste) und Wulsdorf. Er wuchs in Mustin (bei Ratzeburg) bei seinem Stiefvater, dem Pastor Christian Hermann Hanewinckel (1817–1898) auf.
Conrad Justus Bredenkamp besuchte von 1862 bis 1866 das Gymnasium Ratzeburg und immatrikulierte sich 1866 an der Universität Bonn zum Theologie-Studium. Im Frühjahr 1870 absolvierte er sein Erstes Theologisches Examen in Ratzeburg; im gleichen Jahr wurde er Privatschullehrer in Hagenow und im darauffolgenden Jahr Lehrer an der Höheren Mädchenschule in Schwerin. Im Herbst 1872 bestand er sein Zweites Theologisches Examen und wurde am 17. November 1872 Pastor an der Dorfkirche Kuppentin.
1878 hielt er sich zu Studienaufenthalten an der Universität Göttingen sowie der Universität Erlangen auf, worauf er am 5. April Repetent und Privatdozent für Alttestamentliche Theologie in Erlangen wurde.
Er erlangte am 21. Februar 1880 sein Lizenziat und am 25. Februar 1880 habilitierte er sich zum Dr. theol. an der Universität Erlangen. Am 1. April 1883 erfolgte seine Anstellung als ordentlicher Professor für Altes Testament an der Universität Greifswald. Aufgrund einer Erkrankung wurde er 1889 bereits wieder emeritiert. Am 6. Mai 1889 wurde er Honorarprofessor für Altes Testament an der Universität Kiel, dort jedoch bereits 1892 wegen seiner Erkrankung beurlaubt.
Conrad Justus Bredenkamp war zweimal verheiratet.

## Ehrungen
- Am 10. November 1883 ernannte ihn die Universität Erlangen zum Dr. theol. h. c.

## Schriften (Auswahl)
- Der Prophet Sacharia. Erlangen Deichert 1879.
- Vaticimium quod de Immanuel e edidit Jesaias explicatum. Erlangae: Deichert, 1880.
- Gesetz und Propheten. Erlangen Deichert 1881.